# Tűzőkapocs

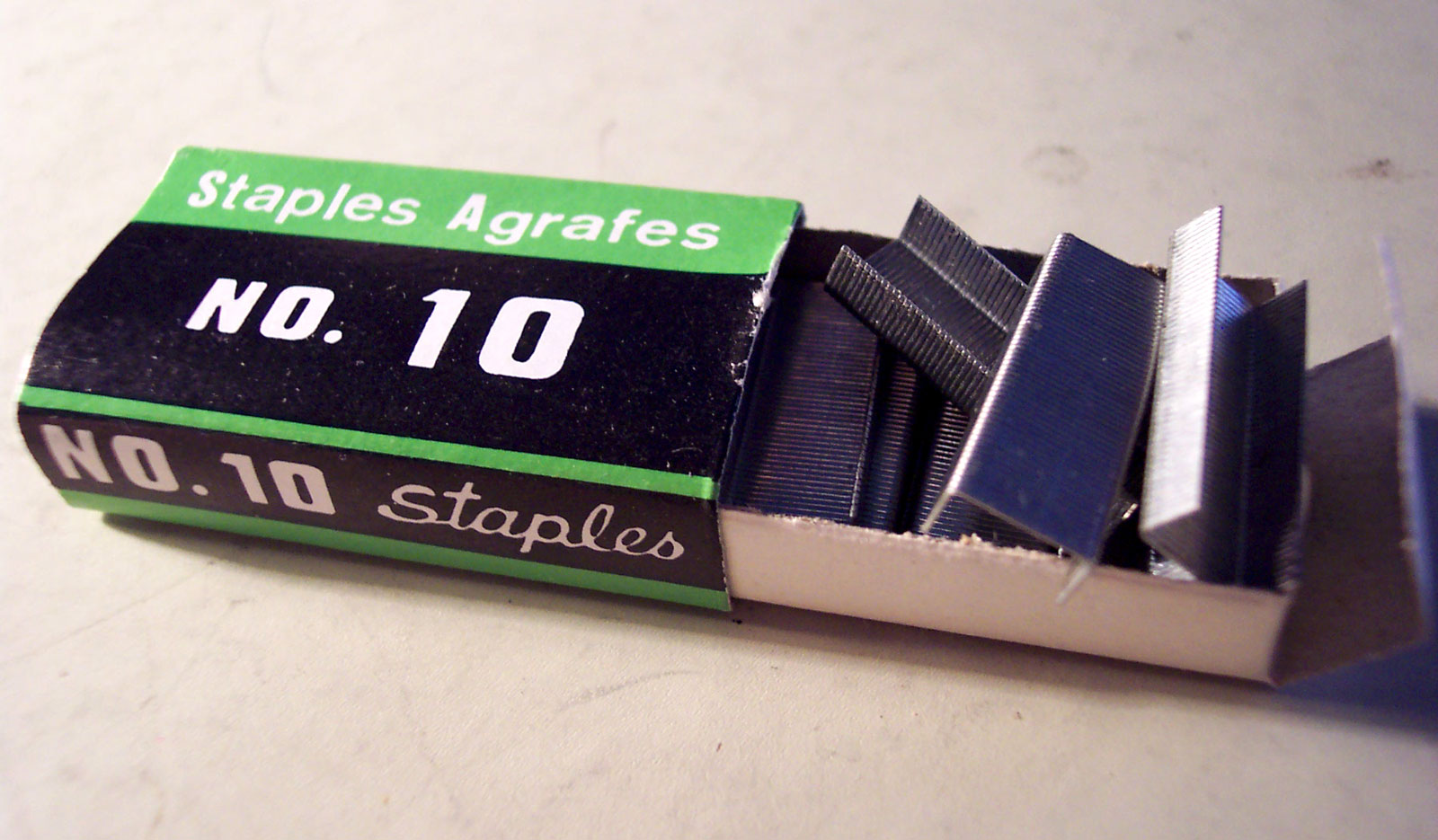
Egy doboz tűzőkapocs

A tűzőkapocs vagy tűzőgépkapocs papír dokumentumok végleges összekapcsolására szolgáló fémdarab. Az előbbi megnevezés inkább az irodai célra használatos tűzőkapocsra vonatkozik, míg az utóbbi kifejezés az ipari felhasználású tűzőgépkapcsokra értendő. A két kategória markánsan elkülönül egymástól, mind megjelenésben, mind felhasználását tekintve.

## Irodai tűzőkapocs
Az irodai célra gyártott tűzőkapcsok között is jelentős különbségek mutatkoznak. Egyes gyártók saját szabvány szerint készítik az irodai tűzőkapcsokat, ezért azok más tűzőgépekben nem használhatók fel. Az általánosan elterjedt méret a No.10; a 26/; 24/ és 23/ széria. Például: 26/6; 24/6; 23/6; 23/13; 23/15; 23/17; 23/20; 23/23. Itt a / jel után lévő szám mutatja meg a tűzőkapocs lábhosszát milliméterben, míg a 26; 24 vagy 23-as szám az egységnyi hosszban levő kapcsok számát adja meg. Ebből következik, hogy egy 23-as jelölésű kapocs vastagabb és ezáltal jóval erősebb mint egy 26-os jelölésű. Néhány gyártó betűvel jelöli a tűzőkapocs típusát. Rendszerint egy dobozban 1000 darab kapocs van, ritkán előfordul az 500 darabos vagy 5000 darabos kiszerelés is.

## Ipari tűzőgépkapocs
Az ipari felhasználású tűzőgépkapcsok igen változatosak. Itt is megtalálhatók a szokványos téglalap alakú kapcsok igen változatos formában, de ettől eltérően az ipari tűzőgép kapcsok léteznek T, U vagy sokszögletű formában is. A jelölések nagyon eltérnek egymástól, célszerű ugyanazt a márkát használni mint amilyen tűzőgépet használunk, így sok bosszúságtól megkíméljük magunkat.
Táblázat a különböző gyártók eltérő tűzőgépkapocs-típusszámainak átváltásához.
| Gyártó    | A      | B      | C     | D     | E       | F     | G       | H     | R     | L  |
| --------- | ------ | ------ | ----- | ----- | ------- | ----- | ------- | ----- | ----- | -- |
| AEG       | 53     |        | 4     | 53F   | J       |       |         |       |       |    |
| Arrow     | JT21   |        |       |       |         |       | T50K/CT |       |       |    |
| B & D     | A5756  |        |       |       |         |       |         |       | A5906 |    |
| Bosch     | 53(10) | 58     | 55    |       | 47/48   | 54    | 57      | 59    | 52    |    |
| Bostitch  | 180    | SB3020 | RO/4  |       |         |       |         |       | 140   |    |
| ESCO      | 530    | 958    | 606   | 530F  | 300     | 980   | 11      | 19    | 970   |    |
| KWB       | 053    | 058    | 055   | 056   | 048/055 | 054   | 057     | 059   | 052   |    |
| LUX       | 40-47  | 1-8    | 20-26 | 60-66 | 85-84   | 10-16 | 80-84   | 50-56 | 70-76 |    |
| MaxiCraft | C      | B      | M     | 10    | H       | E     | D       | N     | F     |    |
| Metabo    | 10     |        | 4     | 8     | J       |       |         |       |       |    |
| Novus     | 53     | NT     | 4     | 53F   | J       | NTF   | 11      | 37    | 50    |    |
| Piranha   | 1      | 6      | 4     |       | 13      | 9     | 5       | 7     | 2     |    |
| Rapid     | 53     |        | 606   |       |         |       | 140     | 13    |       | 36 |
| Rocafix   | 3      | 2      | 14    |       | No8     | 5     | 4       | 15    | 6     | 7  |
| Stanley   | A/53   | B/NT   |       |       | E/J     |       | G/11    | H/37  |       |    |
| SwingLine |        | 101    |       |       |         | 800   |         |       |       |    |
| Woltcraft | 053    | 058    | 055   | 056   | 062     | 057   | 050     | 13    | 059   |    |